# Donacoscaptes aculeata
Donacoscaptes aculeata là một loài bướm đêm trong họ Crambidae.